# Juan Pablo Sorín
Juan Pablo Sorín (* 5. květen 1976, Buenos Aires) je bývalý argentinský fotbalista. Sorín byl velmi přelétavý hráč. Hrál za kluby v Argentině, Brazílii, Španělsku, Itálii a Francii. Byl kapitánem Argentinského národního týmu na Mistrovství světa ve fotbale v roce 2006.
Sorín byl všestranný hráč, který mohl hrát kdekoli na levé straně hřiště. Měl specifický styl hry a navzdory tomu, že plnil defenzivní úkoly, i často útočil. Využíval své techniky a výborné hry hlavou.
Sorín patří mezi několik málo hráčů, kteří v průběhu klubové kariéry vyhráli evropskou Ligu mistrů UEFA i jihoamerický Pohár osvoboditelů. Sorín vyhrál obojí v sezóně 1995/96, Ligu mistrů s italským Juventusem 22. května 1996 a Pohár osvoboditelů s argentinským River Plate 26. června 1996.